# Sennecey-le-Grand
Sennecey-le-Grand è un comune francese di 3 125 abitanti situato nel dipartimento della Saona e Loira nella regione della Borgogna-Franca Contea.

## Società

### Evoluzione demografica
Abitanti censiti